# Siège de Hiuchi
Guerre de Gempei
Batailles
- Uji (1re)
- Nara
- Ishibashiyama
- Fujigawa
- Sunomata
- Yahagigawa
- Hiuchi
- Kurikara
- Shinohara
- Mizushima (navale)
- Fukuryūji
- Muroyama
- Hōjūjidono
- Uji (2e)
- Awazu
- Ichi-no-Tani
- Kojima
- Yashima (navale)
- Dan-no-ura (navale)

Hiuchiyama (火打ち山) était l'une des forteresses de Minamoto no Yoshinaka dans la province d'Echizen. En avril et mai 1183, Taira no Koremori attaque la forteresse, qui, bien qu'étant faite de simples palissades, est construite sur des rochers escarpés et bien défendue. De plus, les Minamoto avaient même construit un barrage pour créer un fossé. Cependant, un traître a envoyé, en l'enroulant autour d'une flèche tirée dans le camp des Taira, un message révélant un moyen de briser le barrage et d'en drainer l'eau. Le château tombe bientôt aux mains des Taira, mais Yoshinaka parvient à s'échapper avec la majeure partie des troupes.